# Uragano rosso
Uragano rosso (Red Storm Rising) è un romanzo techno-thriller di Tom Clancy, scritto a quattro mani con Larry Bond, pubblicato nel 1986.

## Trama
La situazione descritta è una guerra calda tra NATO e Patto di Varsavia che si sviluppa a partire dallo scenario di guerra fredda dell'epoca: un gruppo di terroristi islamici distrugge un sito in una delle repubbliche sovietiche dell'allora URSS, comprendente una gigantesca raffineria e un campo petrolifero. La dirigenza sovietica, messa di fronte alla prospettiva di una grave crisi energetica e non disposta a piegarsi di fronte all'Occidente, prepara un piano di invasione del Medio Oriente.
Per impedire alla NATO di interferire si sceglie di attaccare preventivamente la Germania, cercando (senza riuscirci) di ottenere sorpresa tattica e strategica.
Per assicurarsi questa condizione, viene orchestrata dal KGB una messinscena per addossare alla Germania Ovest (esisteva ancora il Muro di Berlino), la responsabilità di un attentato al Cremlino compiuto dallo stesso KGB, in seguito al quale sferrare un attacco alla NATO sul territorio tedesco approfittando della mancanza di coesione che la presunta responsabilità tedesca avrebbe creato tra gli alleati.
Ma l'attacco, il cui effetto sorpresa è venuto meno per un banale incidente d'auto che ha coinvolto un maggiore delle spetsnaz (le forze speciali sovietiche), viene anticipato da una pesante serie di incursioni delle forze aeree tattiche NATO che distruggono aeroporti, depositi e linee di comunicazione sovietiche.
Ciò nonostante i sovietici avanzano nel territorio tedesco, occupano l'Islanda con un colpo di mano e assestano duri colpi alle forze navali NATO dell'Atlantico e ai convogli che riforniscono le forze terrestri in Europa. Il comandante della marina statunitense Daniel X. Macaffery, al comando del sottomarino classe Los Angeles USS Chicago, viene inviato nel mare di Barents per bombardare le basi aeree sovietiche, allo stesso tempo, il comandante Edward Morris, assiste all'attacco della sua nave da parte di un sottomarino russo classe Victor. La fregata al comando di Morris, la Pharris, resta danneggiata in modo gravissimo (la prua si stacca dal resto della nave), Morris è quindi costretto a rientrare alla base rimorchiato.
Intanto Macaffery ha bombardato e distrutto le basi aeree sovietiche ma si ritrova braccato dal grosso delle forze navali del patto di Varsavia.
Piuttosto che proseguire la missione, Macaffery decide di procedere alla scorta dell'USS Providence, sottomarino americano danneggiato durante il bombardamento. Macaffrey ha il suo momento di gloria affondando numerosi sottomarini sovietici, senza però riuscire ad evitare che un sommergibile di classe Alfa coli a picco il Providence e un altro classe Los Angeles americano, arrivando in Inghilterra per miracolo. Intanto Morris ha ricevuto un nuovo comando, la fregata di classe Perry USS Reuben James, alla quale si unisce la fregata inglese Battleaxe.
Con l'aiuto della Battleaxe, Morris riesce ad affondare un Victor vicino al relitto dell'Andrea Doria ed elimina altri mezzi navali sovietici. Viene infine distaccato alla riconquista dell'Islanda, dalla quale un gruppetto di Marines sopravvissuti guidati dal tenente Edwards sta trasmettendo informazioni preziose. Per l'operazione vengono impiegati i cannoni da 406 mm della corazzata Iowa, inattiva dalla seconda guerra mondiale. L'operazione riesce e la NATO viene a conoscenza dalla scarsità di carburante sovietica. Il comandante supremo delle forze armate russe, generale Alekseyev, viene messo al corrente che i dirigenti del Partito comunista hanno intenzione di utilizzare armi nucleari. Deciso a evitare quest'assurdità, Alekseyev dirige un colpo di Stato ed elimina i dirigenti del partito (eccetto i pochi che si erano dimostrati contrari alla guerra) e, organizzando una trattativa con il comandante in capo delle forze NATO, organizza una cessazione delle ostilità.
Il romanzo termina con Edwar Morris che, sul ponte di comando della Reuben James, ora all'ormeggio, riflette su tutti gli amici che ha perduto in meno di un mese di guerra.

## Personaggi
- Colonnello-Generale Pavel Leonidovich Alekseyev, Armata Rossa – Vicecomandante, poi Comandante del Teatro
- Comandante (equivalente a capitano di fregata) Edward Morris, US Navy – capitano, USS Pharris, poi USS Reuben James
- Comandante Daniel X. McCafferty, USN – comandante, USS Chicago
- Mikhail Eduardovich Sergetov – Membro Candidato del Politburo Sovietico
- Tenente Comandante (eq. capitano di corvetta) Robert A. Toland, III., US Naval Reserve – analista della NSA
- Primo Tenente Mike Edwards, USAF – ufficiale meteorologico, Keflavik Air Base
- Capitano (poi maggiore) Ivan Mikhailovich Sergetov, Armata Rossa – aiutante di campo di Alekseyev e figlio di Sergetov

## Opere derivate
Dal libro sono stati derivati sia il gioco da tavolo Red Storm Rising, vincitore di alcuni premi per l'originalità, sia il videogioco per computer Red Storm Rising. Quest'ultimo è stato prodotto dalla MicroProse alla fine degli anni ottanta, basato sulla simulazione di sottomarini nucleari (come i 688 - Los Angeles del romanzo) e pubblicato per Amiga, Atari ST, Commodore 64 e IBM compatibili.

## Edizioni in italiano
- Tom Clancy; Uragano rosso, traduzione di Piero Spinelli, Milano: Rizzoli, 1987
- Tom Clancy; Uragano rosso, traduzione di Piero Spinelli, Milano: Biblioteca universale Rizzoli, 1989
- Tom Clancy; Uragano rosso, Milano: Bur Narrativa, 2004